# Angers (hrad)
Angers je hrad ve stejnojmenném městě na západě Francie v departementu Maine-et-Loire a regionu Pays de la Loire. Historicky jde o bývalou provincii Anjou, připojenou k Francii roku 1481 (nyní část departementů Maine-et-Loire a Indre-et-Loire)). Jejím hlavní město dosáhlo největšího významu ve středověku jako sídelní město hraběcího rodu Anjou, jehož někteří potomci dosáhli královské hodnosti ve Francii, Anglii, Neapolsku, Uhrách a Jeruzalémě, a Plantagenetů.

## Historie
Nejstarší osídlení tohoto strategického místa na soutoku řek sahá do pravěku. Podle archeologických výzkumů z let 1997 - 2003 zde byla rybářská osada již v období paleolitu, většina nálezů v místním muzeu pochází z období kultury laténské.
Později zde galský kmen Andecavů vybudoval galorománskou pevnost, o níž bojoval Gaius Iulius Caesar v galské válce. Poté se na osídlení podíleli Římané.
Křesťanská komunita se zformovala za vlády dynastie Karlovců. Za vlády krále Karla Lysého roku 851 již bylo společenství natolik početná, že k jejímu vedení byl instalován Dodon, první biskup z Angers. V pevnosti stála galorománská kaple sv. Jenovéfy, kterou dal biskup přestavět na jednolodní katedrálu s jižní kaplí. Ta byla koncem 9. století po přenesení relikvií sv. Lauda nově zasvěcena tomuto patronovi. Biskupská katedrála sv. Mořice je vystavěna na jejím místě v gotickém slohu.
Pevnost dal Fulko Nerra, hrabě z Anjou v 10. století přebudovat na aulu lichoběžníkového půdorysu s velkým sloupovým sálem, zvanou později hrad. Tato stavební konfigurace byla zničena roku 1131 nebo 1132, a poté obnovena v románském slohu s válcovými bastiony po obvodu hradební zdi. Benediktinský klášter sv. Sergia ze 12. století byl centrem písemnictví. Místo bylo proslulé také jako zastávka na poutní cestě do Compostely. Od 12. století byly zakládány poutní kaple podél jedné z vedlejších cest, kterou poutníci chodili přes Angers do Saint-Jean-d'Angely, kde se připojili na hlavní cestu z Tours do Bordeaux a k průsmyku Roncevaux.
Hrad roku 1204 dobyl a po vítězství v bitvě u Bouvines roku 1214 obsadil a konfiskoval francouzský král Filip II. V královském majetku již zůstal. Dnešní podoba pochází ze 13. století, kdy hrad nechal znovu upravit francouzský král Ludvík IX. Ten mu vtiskl obranný charakter umocněný použitím černé břidlice kombinované s bílou bretaňskou žulou.
Pro české dějiny je významný květen roku 1464, kdy sem přišlo diplomatické poselstvo českého krále Jiřího z Poděbrad jednat o mírové unii evropských států. Vedli je Lev z Rožmitálu a humanista Antonio Marini z Grenoblu. Vévoda René z Anjou, budoucí mnohonásobný král, poselstvo přijal poté na hradě Saumur.
Sedmnáct věží opevnění bylo sníženo na úroveň hradeb v 16. století během náboženských válek. V původní výšce se dochovala pouze jedna z nich, Věž mlýna (Tour du Moulin). René z Anjou a měl v zahradách zvěřinec plný exotických zvířat, dokončený v roce 1450.

## Hrad
Hrad je situován ve strategické výšinné poloze, nad soutokem řek Loiry s Maine, pod jejím soutokem řek Mayenne a Sarthe. Převážně je to gotická stavba krále Ludvíka IX. z let 1228-1238. Opevnění tvoří dvojitý pás hradebních zdí s ochozem a 17 věžemi, vysokými původně 40 metrů, jak je doloženo v 15. století, dnes o 10 metrů nižších. Aulu založil biskup Dodon, v 10. století na jejím místě vznikl první hrad ("castrum"), ve druhé čtvrtině 13. století přestavěný na typickou královskou stavbu gotického hradu s palácem, kaplí a mohutnými pevnostními zdmi. Stavbu řídila královna - regentka Blanka Kastilská jako protiváhu k hradům mocných velmožů. Mohutné fortifikace tohoto stavebního období jsou v půdorysu jednoduché, stylově obdobné stavbám římských císařů dynastie Hohenštaufů. Velké bloky kamene jsou opracované do kvádrů v tzv. kyklopském zdivu. Zde byly po antickém způsobu zvýrazněny střídáním pásů černé břidlice, šedé žuly a žlutého pískovce, a tím se docílil výrazný estetický účinek.
Hradní kapli sv. Jana Křtitele založil král René a dostavěl ji roku 1410 král Ludvík II.
Hrad zaujímá plochu 25 tisíc metrů čtverečních. Hradby o délce přes 600 m stavbu obíhají na půdorysu pětiúhelníku. Jsou prolomeny dvěma branami: Městskou branou (La porte de la ville) a Polní branou (La porte des champs). Uvnitř areálu hradu jsou stavby ze 13. - 15. století. Nejstarší je jádro královského paláce a královské kaple, ve zdivu ze 13. až 14. století. Interiéry byly během 14. století dovybaveny luxusními prvky včetně krbu v kapli. Dvůr je dále zastavěn kasárnami pro vojenskou posádku, která toto strážní místo stále hlídala, a správní budovou. Během 16. století gotická pevnost byla upravena na zámek s geometricky řešeným parterem parku.
Před hradem stojí socha „Dobrého krále“ Reného z Anjou, mnohonásobného krále i z Jeruzaléma, který svou kariéru zakončil jako panovník Provence.

## Muzea a galérie
- Muzeum krásných umění (Musée des Beaux-Arts) shromažďuje sbírky malby a sochařství od 14. století po současnost.
- Galerie Davida z Angers (Galerie David d'Angers) spravuje sbírku tohoto sochaře 19. století.
- Musée Pincé, je muzeum starověkého umění řeckého, římského, etruského, egyptského, japonského a čínského.
- Muzeum Jeana Lurcata a současné tapisérie (Musée Jean Lurçat et de la Tapisserie contemporaine) je umístěno ve Špitálu sv. Jana, nejstarší budově nemocnice ve Francii. Vystavuje mimo jiné slavný gobelín Zpěv světa a jiné práce od Jeana Lurçata.
- Přírodovědecké muzeum (Muséum d’histoire naturelle d’Angers) je umístěno v renesanční budově hotelu (Hôtel Demarie-Valentin) z roku 1521.

## Tapisérie

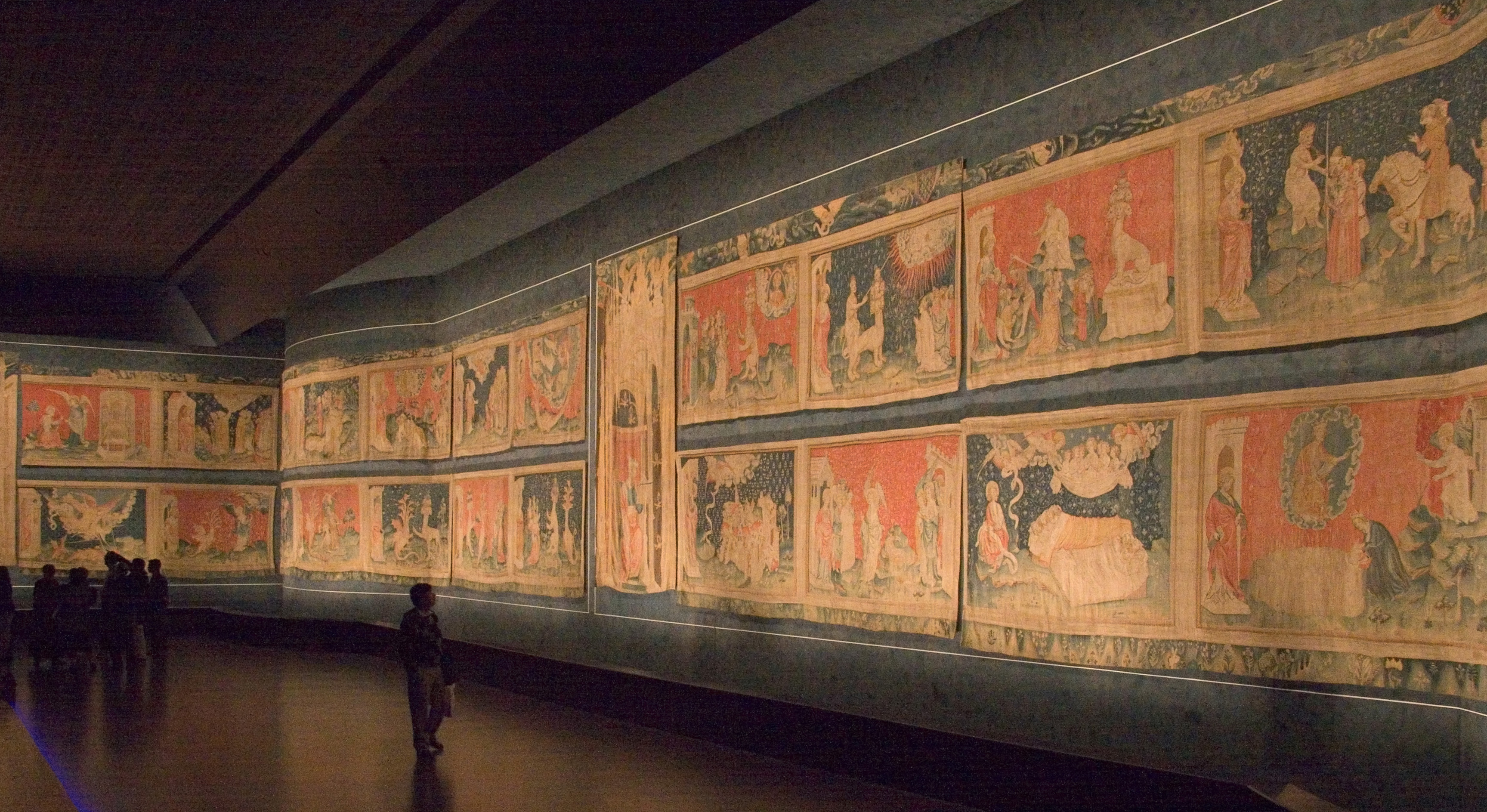
Tapisérie Apokalypsy

Interiéry královského paláce zdobí od roku 1954 v nové instalaci proslulé nástěnné koberce - tapisérie ze 14.-18. století. Nejstarší a nejvýznamnější je soubor sedmi tapiserií s cyklem biblických scén Apokalypsy podle Zjevení sv. Jana. Na plochu o celkové délce 140 metrů a o výšce 4,5 metrů bylo původně zavěšeno devět kusů tapisérií, z nichž se zachovalo sedm.
Kromě Apokalypsy do souboru patří také pozdější starozákonní historie hrdiny Samsona, dále pašijové scény se skupinou Ukřižování uprostřed, Dva andělé s nástroji Kristova utrpení a znakem objednavatele, Ľegenda o životě sv. Saturnina a Legenda o životě sv. Maurilla. Angerské tapisérie s Apokalypsou vytvořil v Paříži tkadlec Robert Poincon v tkalcovské dílně Nicolase Bataille, podle kreslených kartonů královského malíře Hennequina z Brugg, zvaného také Jean, ve stylu vrcholné gotiky. Kompozice zářivou barevností, kresebností a sledem scén ve dvou patrech nad sebou připomíná knižní iluminace nebo cykly nástěnných maleb. Vedle newyorského fragmentu tapisérie je to jediný (a rozsahem největší) příklad výtvarně kvalitních tapisérií ze 14. století na světě. Tapisérie vznikly na objednávku vévody Ludvíka I. z Anjou, mecenáše umění tohoto panství a bratra francouzského krále Karla V. Sloužily k výzdobě stěn katedrály sv. Mořice v Angers až do 17. století, pak byly srolovány a nevhodným uložením došlo k jejich poškození, jeden kus byl zničen.